# Johann Christian von Waldenfels

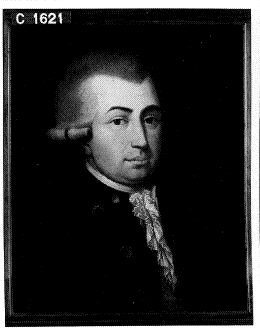
Johann Christian von Waldenfels

Johann Christian von Waldenfels zu Lichtenberg (* 25. März 1742 in Groschlattengrün; † 27. Juli 1796 in Bayreuth) war Assessor am Reichskammergericht und später kurkölnischer Staats- und Konferenzminister.

## Leben
Er entstammte dem Adelsgeschlecht Waldenfels, das zur fränkischen Reichsritterschaft gehörte. Sein Vater war Joseph Adam von Waldenfels. Dieser war Hauptmann in der Armee der Landgrafschaft Hessen-Kassel. Die Mutter war Maria Anna Sophie Eleonore von Sparneck. Er selbst heiratete 1774 Sophia Luise von Wildenstein. Ihr Vater Georg von Wildenstein war kaiserlicher Generalfeldzeugmeister und Kommandant von Mainz.
Waldenfels besuchte ab 1751 das Alumnat St. Kilian in Würzburg und studierte in der Stadt ab 1758 Philosophie und später Rechtswissenschaften. Danach war er zunächst Praktikant bei der Regierung des Hochstiftes Würzburg. Danach war er auch Praktikant am Reichskammergericht in Wetzlar. Zwischen 1764 und 1774 amtierte er als adeliger Hofrat in Würzburg. Danach war er bis 1774 Assessor am Kaiserlichen Landgericht in Würzburg. Anschließend war er bis 1786 Assessor des Bayerischen Reichskreises am Reichskammergericht in Wetzlar. Er war zumindest dort aktiver Freimaurer.
Er wurde vom Kölner Kurfürsten Maximilian Franz von Österreich gefördert und 1787 zum wirklichen Geheimen Staats- und Konferenzrat von Kurköln ernannt. Im Jahr 1796 wurde er zum Staats- und Konferenzminister ernannt. Damit stand er an der Spitze der weltlichen Verwaltung des Staates und seiner Nebenländer Vest Recklinghausen und Herzogtum Westfalen. Allerdings hatte er nicht so großen Einfluss wie früher Caspar Anton von Belderbusch. Ein Grund war der Anspruch des Kurfürsten auf eigene Herrschaftsausübung. Ein anderer war, dass er zahlreiche Kompetenzen mit Franz Wilhelm von Spiegel teilen musste.
Sein Begehren, in die Ritterschaft des kurkölnischen Westfalen aufgenommen zu werden, stieß auf Widerstand, obwohl er ein landtagsfähiges Gut dort erworben hatte. Als Grund zur Verweigerung der Aufschwörung wurde der Zweifel an der Ritterbürtigkeit einiger Vorfahren angegeben. Der Streit dauerte von 1784 bis 1792. Hintergrund seines Bemühens war, seinen Nachkommen Zugang zu den Pfründen der nordwestdeutschen Domstifte zu verschaffen.